# 张政军
张政军，清华大学材料科学与工程研究院副院长，教授，主要从事纳米材料及环境污染物等方面的研究。中国教育部第六批“长江学者”特聘教授。

## 生平
1986至1991年就读于清华大学工程物理系、材料系、经济管理学院，获得工学学士，经济学双学士。1991至1995年，在同校先后获得工学硕士、博士学位。
1996至1999年，先后在奥格斯堡大学物理系、日本原子力研究所先端基础研究中心担任研究员。1999至2001年，在伦斯勒理工学院材料系从事博士后研究。
2001年至今在清华大学材料系（今材料学院）任教。